# Săcăreni, Mureș
Săcăreni (în maghiară Székes) este un sat în comuna Ernei din județul Mureș, Transilvania, România.

## Istoric
Pe Harta Iosefină a Transilvaniei din 1769-1773 (Sectio 128), localitatea a apărut sub numele de „Szekes”. 

## Imagini

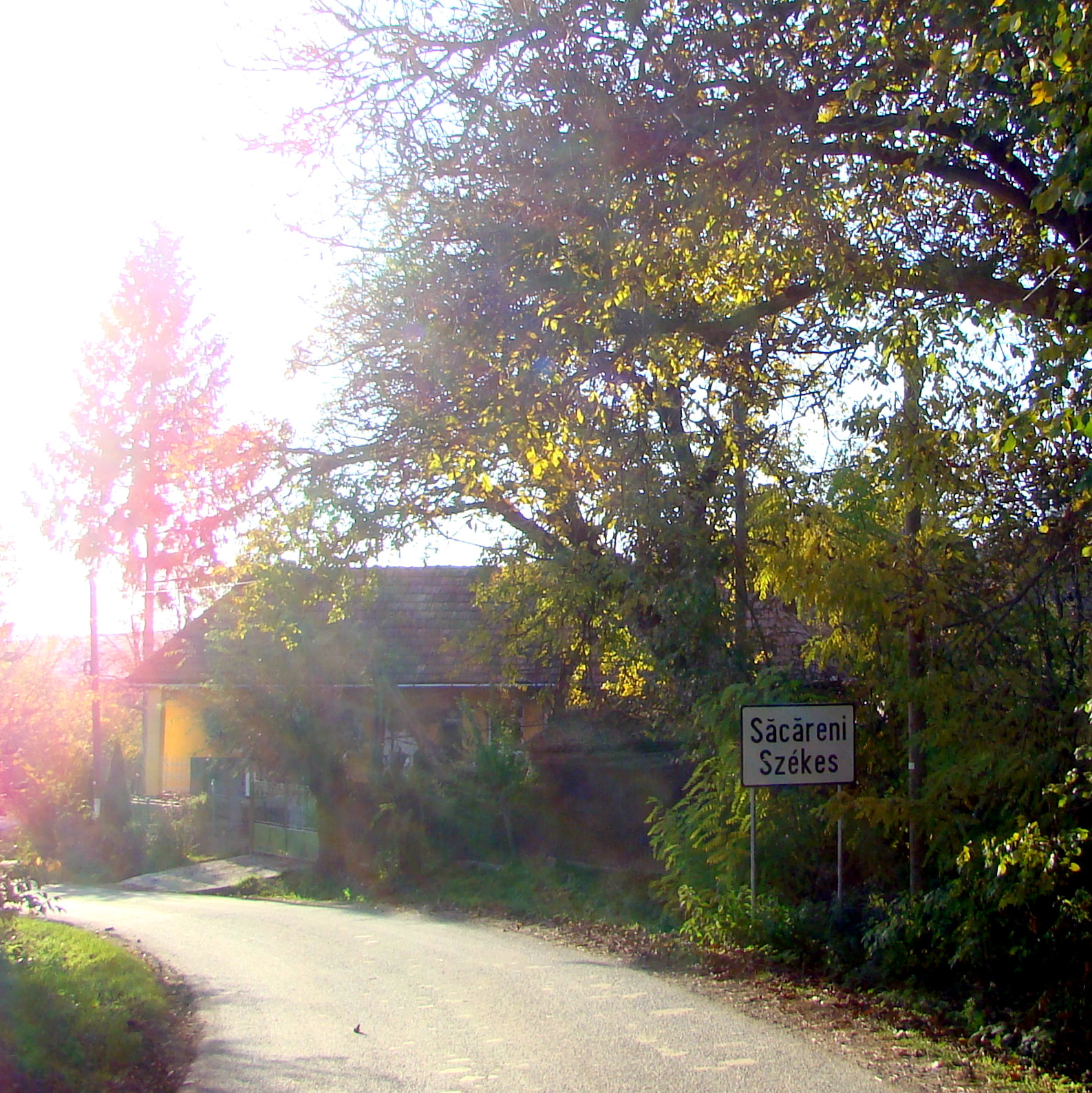
Intrarea în localitate
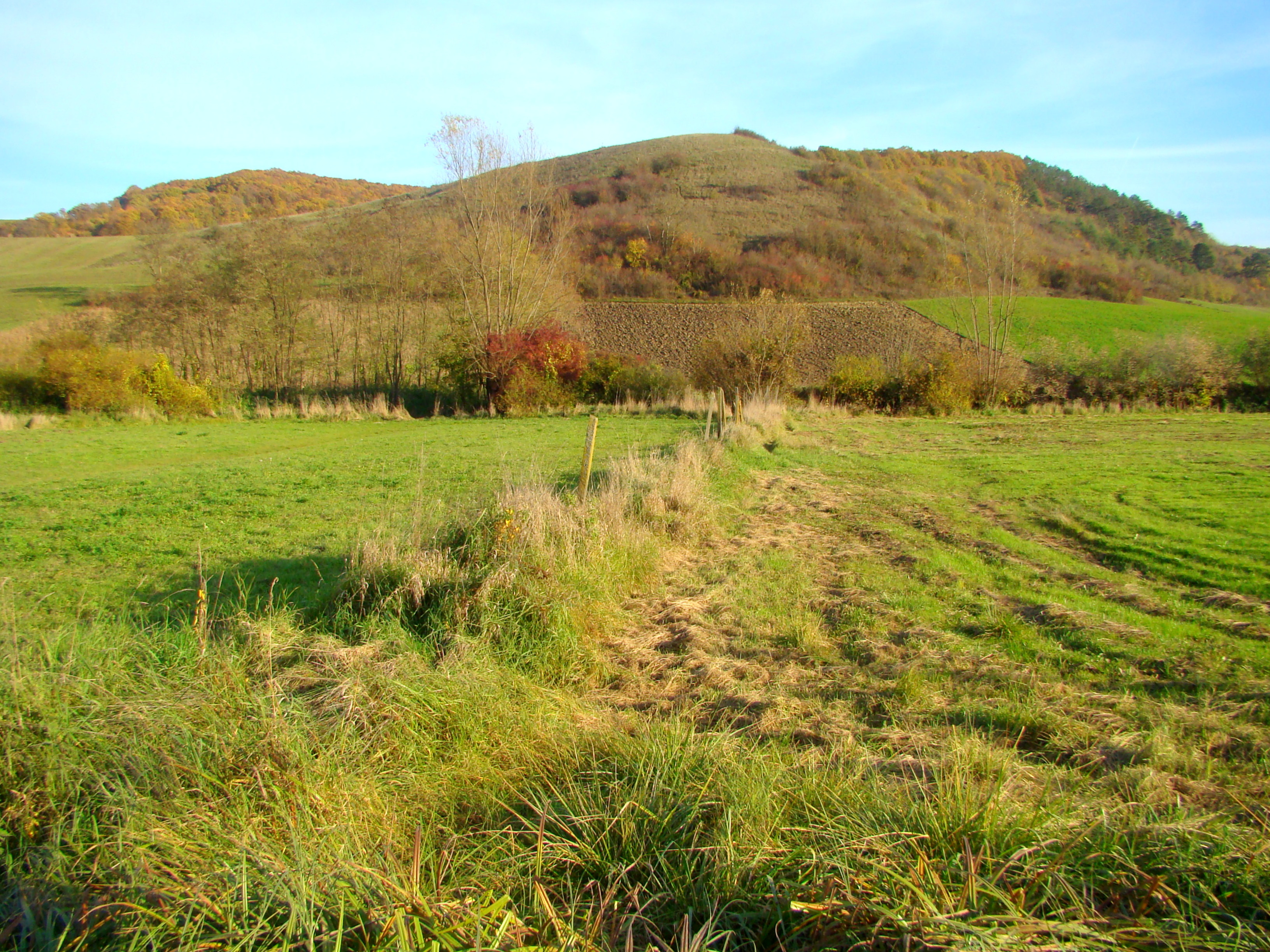
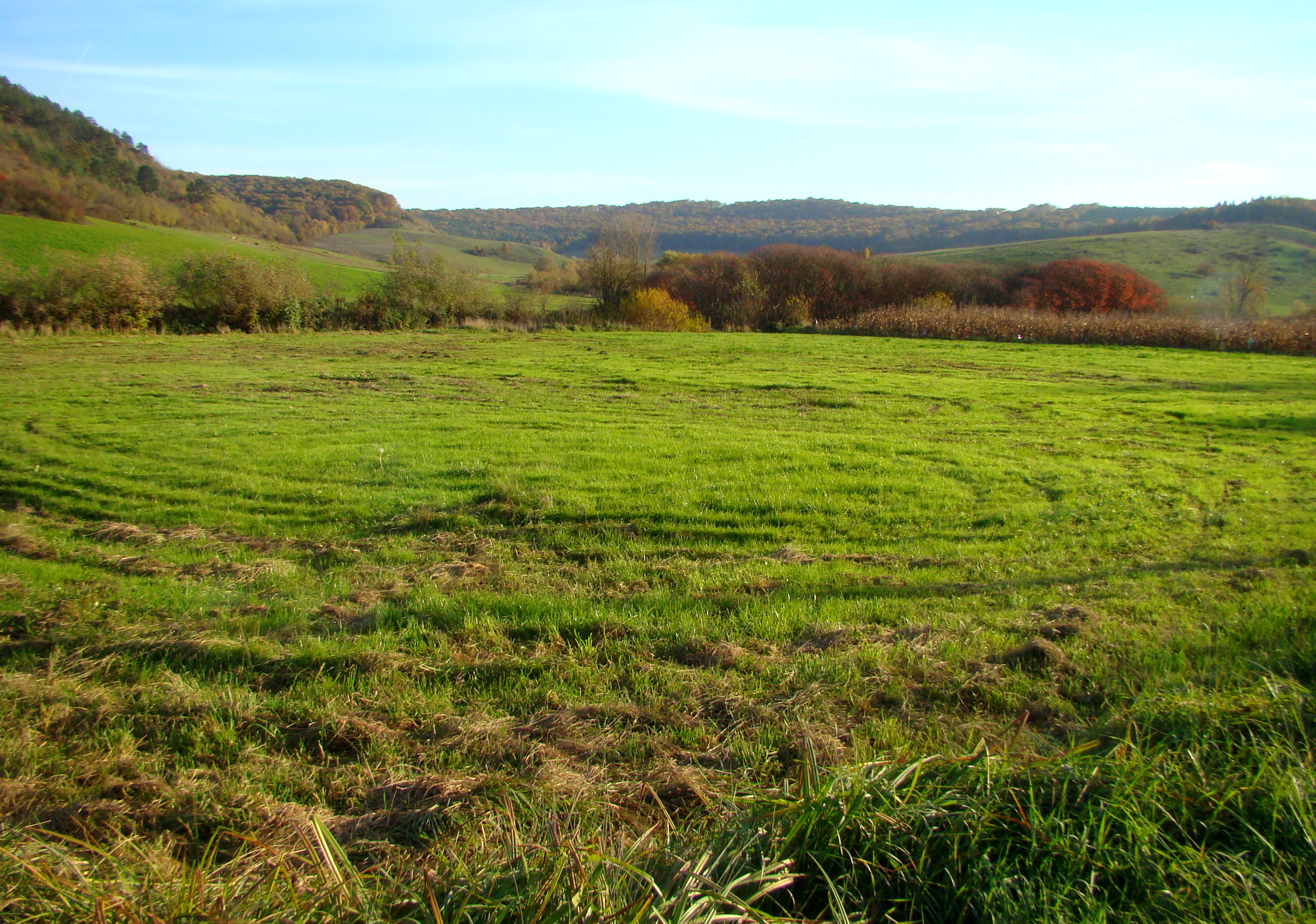
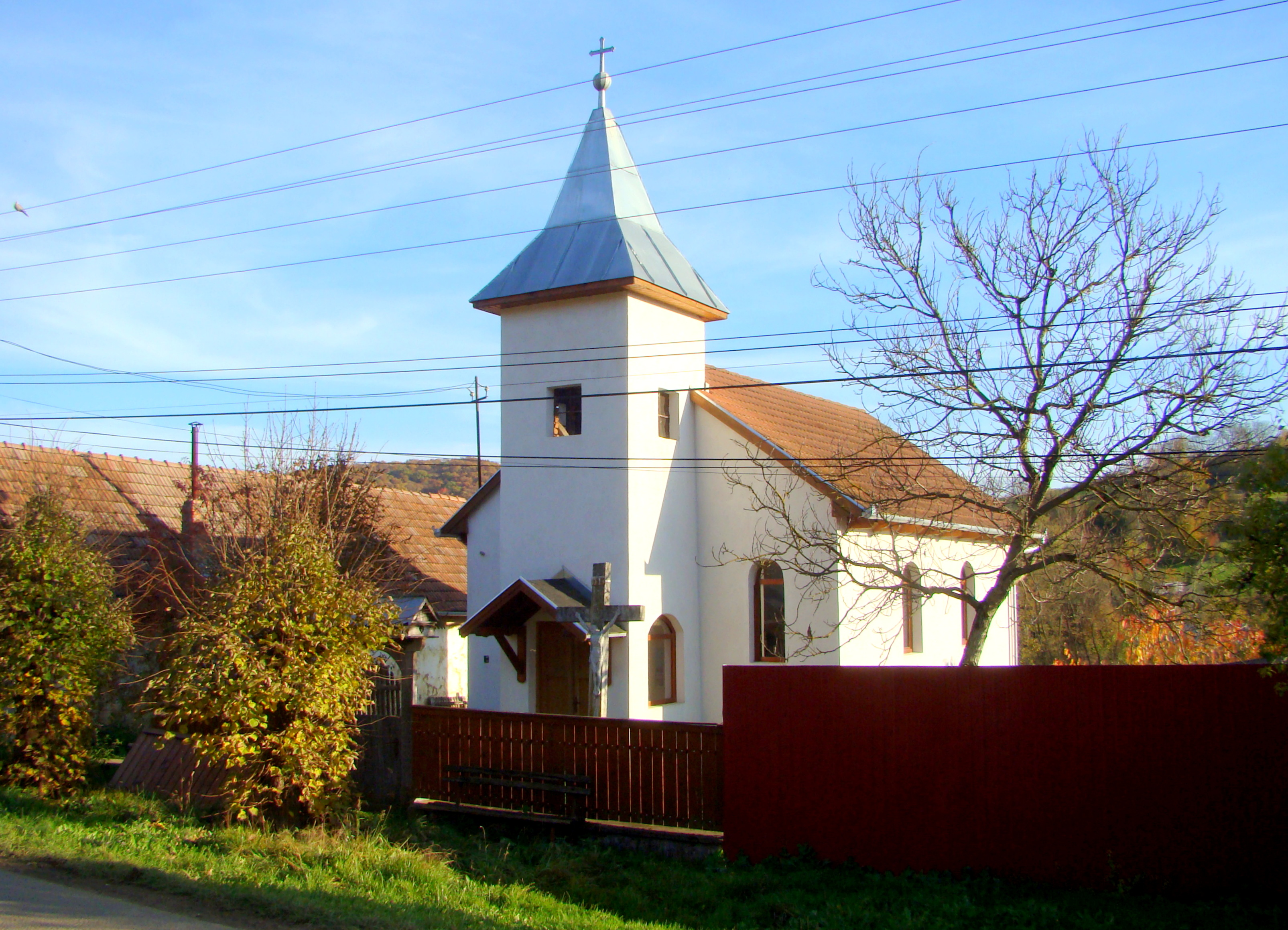
Biserica romano-catolică
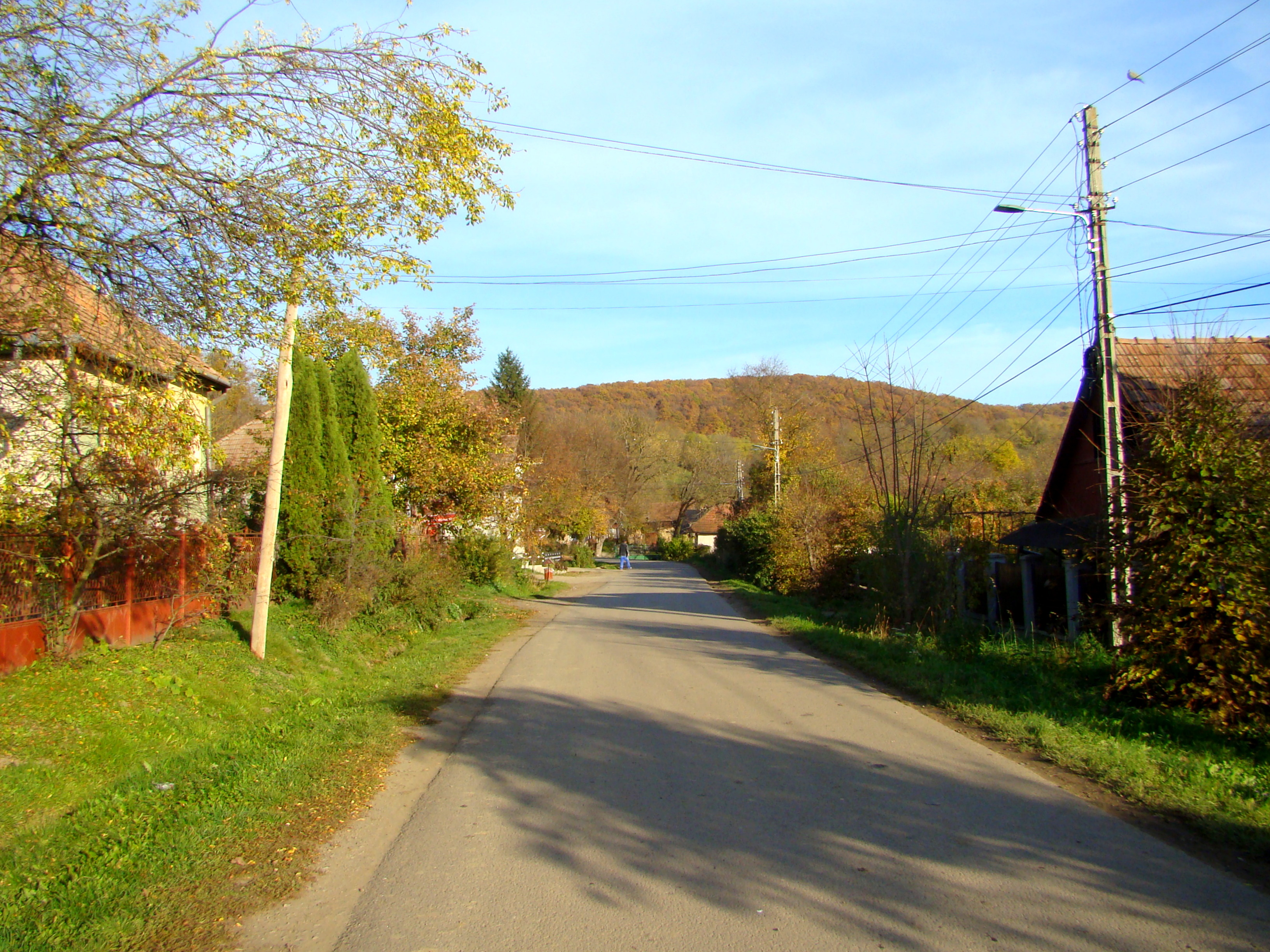
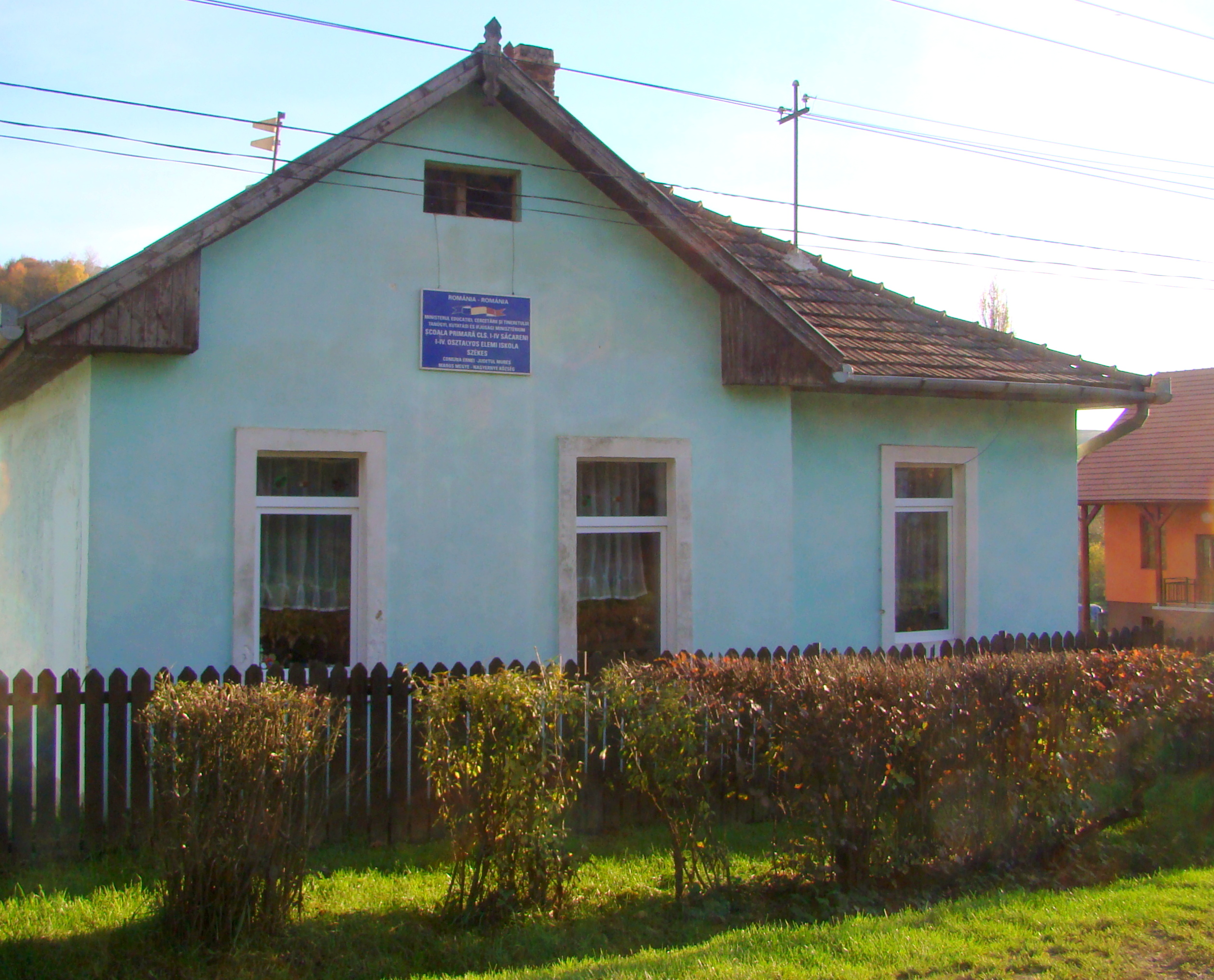
Școala primară
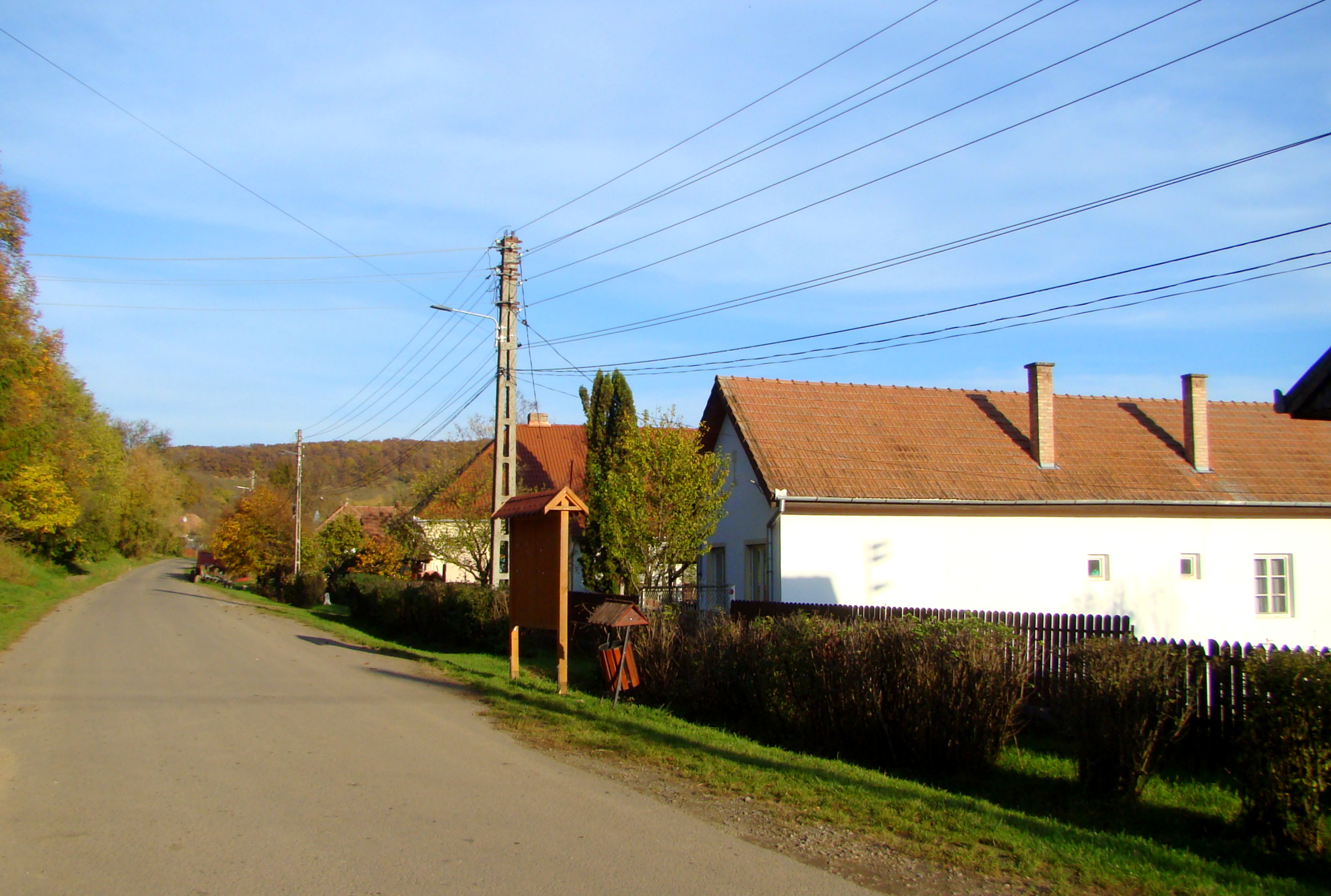
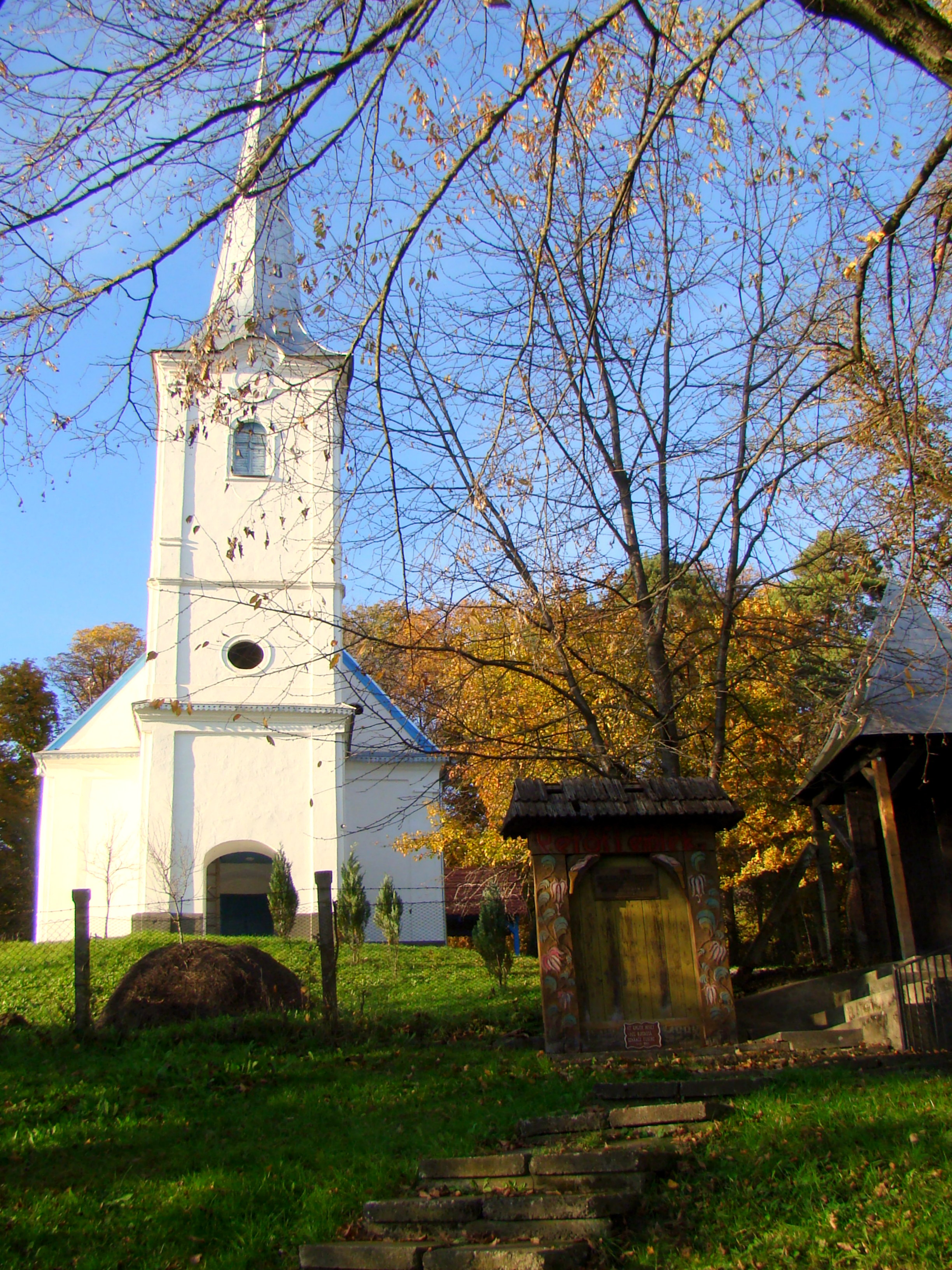
Biserica reformată (1819)
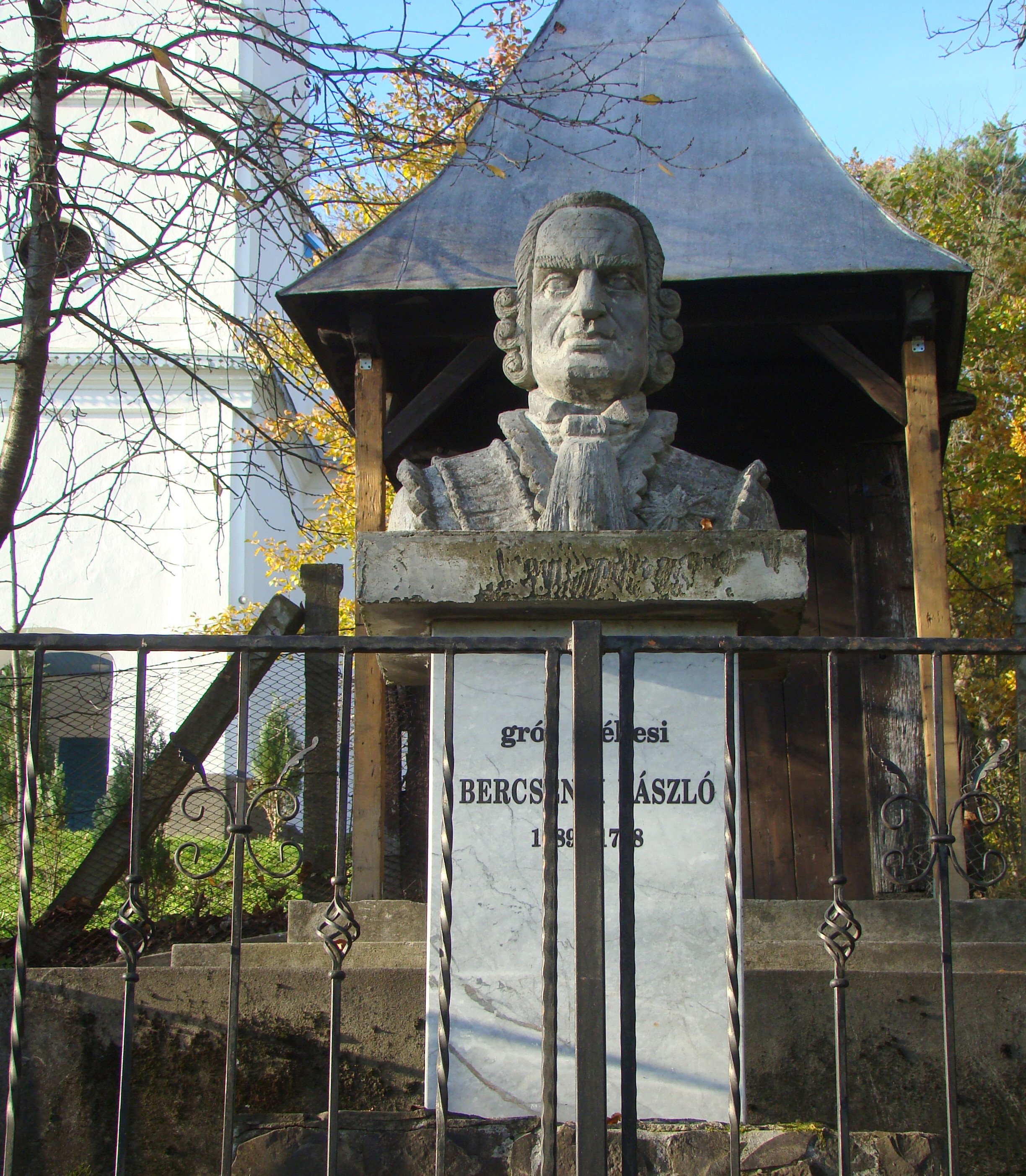
Bustul lui Bercsényi László